# Jack Donohue
Jack Donohue est un réalisateur, acteur, producteur et scénariste américain né le 3 novembre 1908 à New York (États-Unis), mort le 27 mars 1984 à Marina del Rey (États-Unis).

## Filmographie

### comme réalisateur
- 1948 : Close-Up (en)
- 1950 : Taxi, s'il vous plaît (The Yellow Cab Man)
- 1950 : Amour et Caméra (Watch the Birdie)
- 1951 : The Red Skelton Show (série télévisée)
- 1954 : Mademoiselle Porte-bonheur (Lucky Me)
- 1961 : Margie (en) (série télévisée)
- 1961 : Le Pays des jouets (Babes in Toyland)
- 1964 : Mr. and Mrs. (TV)
- 1965 : Les Inséparables (Marriage on the Rocks)
- 1966 : Le Hold-up du siècle (Assault on a Queen)
- 1968 : Here's Lucy (en) (série télévisée)
- 1969 : The Brady Bunch (série télévisée)
- 1973 : Love Thy Neighbor (série télévisée)
- 1974 : Happy Anniversary and Goodbye (TV)
- 1975 : Lucy Gets Lucky (TV)
- 1979 : Wally Brown (série télévisée)
- 1980 : Lucy Moves to NBC (TV)

### comme acteur
- 1935 : Notre petite fille (Our Little Girl) : Actor
- 1936 : Rhythm in the Air (en) : Jack Donovan
- 1937 : Au service de Sa Majesté (O.H.M.S)
- 1938 : Keep Smiling (en) de Monty Banks : Denis Wilson
- 1975 : Win, Place or Steal : Chairman
- 1975 : Lucy Gets Lucky (TV) : Ralph

### comme producteur
- 1962 : L'Extravagante Lucie (The Lucy Show) (série télévisée)

### comme scénariste
- 1936 : Rhythm in the Air (en)
- 1936 : Héros malgré lui (Sons o' Guns)